# Форталезский метрополитен
Форталезский метрополитен (порт. Metrô de Fortaleza) — метро города Форталеза, Бразилия.

## История
Схема метро утверждена в 1997 году. В январе 1999 начали строительство. Метрополитен был открыт 29 сентября 2012 года.

## Линии
Запланировано 5 линий общей длиной 62 км.
- Первая линия — 18 станций, длина 24 км.
- Вторая линия — 10 станций, длина 19 км. Ещё 5 станций недостроены, и поезда проезжают их без остановки.